# Sendlinger Straße
Die Sendlinger Straße ist eine wichtige Einkaufsstraße in der Münchner Altstadt. Sie erstreckt sich in südwestlicher-nordöstlicher Richtung vom Sendlinger Tor im Westen bis zu dem Punkt, wo die Fürstenfelder Straße und der Rindermarkt im Osten aufeinandertreffen. Ihr Umbau zur Fußgängerzone wurde im Dezember 2019 abgeschlossen.

## Geschichte
Die Sendlinger Straße wurde nach ihrem ursprünglichen Ziel benannt: Sendling. Dies war im 14. Jahrhundert der erste Ort nach dem Sendlinger Tor außerhalb Münchens Stadtmauern, zu dem die Sendlinger Straße führte.
Von kunst- und kulturhistorischer Bedeutung sind das Asamhaus und insbesondere die Asamkirche, die zwischen 1733 und 1746 von zwei Hauptvertretern des süddeutschen Barocks errichtet wurde: den Brüdern Asam (Egid Quirin Asam und Cosmas Damian Asam). Die Asamkirche gilt als eines ihrer wichtigsten Bauwerke. Insgesamt stehen an der Sendlinger Straße 24 Baudenkmäler.
In der Nachkriegszeit gehörte die Straße zum Münchner Rotlichtmilieu, das schon lange abgewandert ist. Der Süddeutsche Verlag hatte von der Gründung 1947 bis 2008 hier seinen Stammsitz und auch bis 1985 das zugehörige SV-Druckzentrum. Eine Straßenbahn verband das Sendlinger Tor mit dem Marienplatz, bis diese Strecke durch die U-Bahnlinien U3/U6 erschlossen wurde. Über die Jahre hinweg wurden die Bürgersteige zunehmend breiter und die Fahrbahn für die Autos wurde entsprechend verengt. 2009 entschied der Münchner Stadtrat, dass ein etwa 120 Meter langer Abschnitt zwischen Hackenstraße und Färbergraben Fußgängerzone wird. Die Bauarbeiten hierzu begannen 2012.

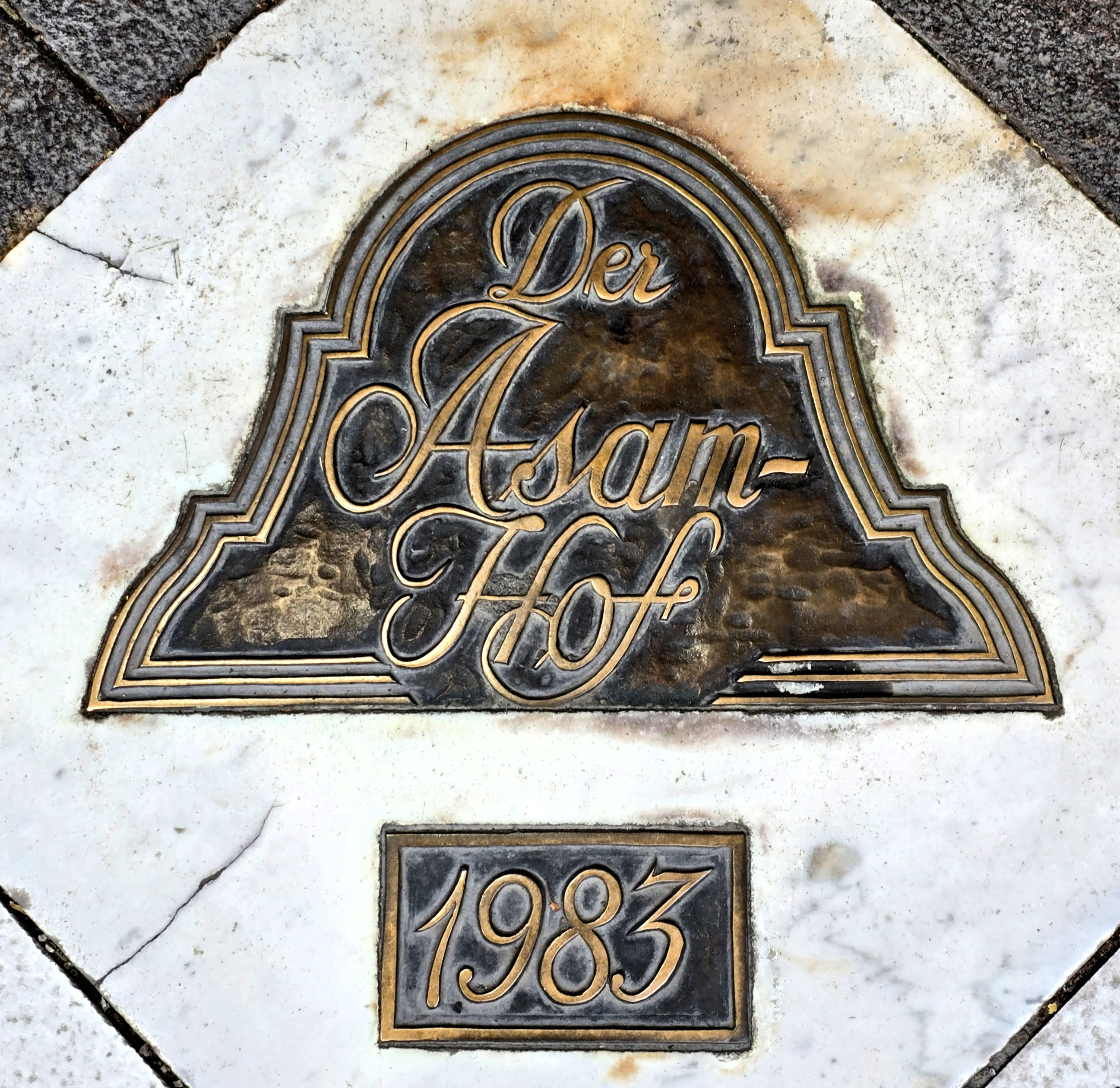
Bodenplatte: Der Asamhof von Hans Ladner

Heute finden sich in der Sendlinger Straße neben Restaurants und Cafés eine Vielzahl an Einkaufsmöglichkeiten. Um das Angebot an Läden noch zu erweitern, sind Höfe erschlossen worden – wie der, 1983 neu gestaltete „Asamhof“ neben der Asamkirche oder die „Hofstatt“ auf dem ehemaligen Gelände des Süddeutschen Verlags.
Die Pläne der Stadt zur kompletten Umwandlung der Straße in eine Fußgängerzone waren umstritten und führten zur Gründung einer Bürgerinitiative von Anwohnern gegen diesen Verkehrsversuch. Umwelt- und Verkehrsorganisationen wie Green City oder der Verkehrsclub Deutschland begrüßten dagegen die Pläne und schlugen sogar die Ausweitung der Fußgängerzonen über die Altstadt hinaus – etwa auf die östliche Hälfte der Sonnenstraße – vor. Im Dezember 2019 wurde der Umbau der Sendlinger Straße zur Fußgängerzone abgeschlossen.

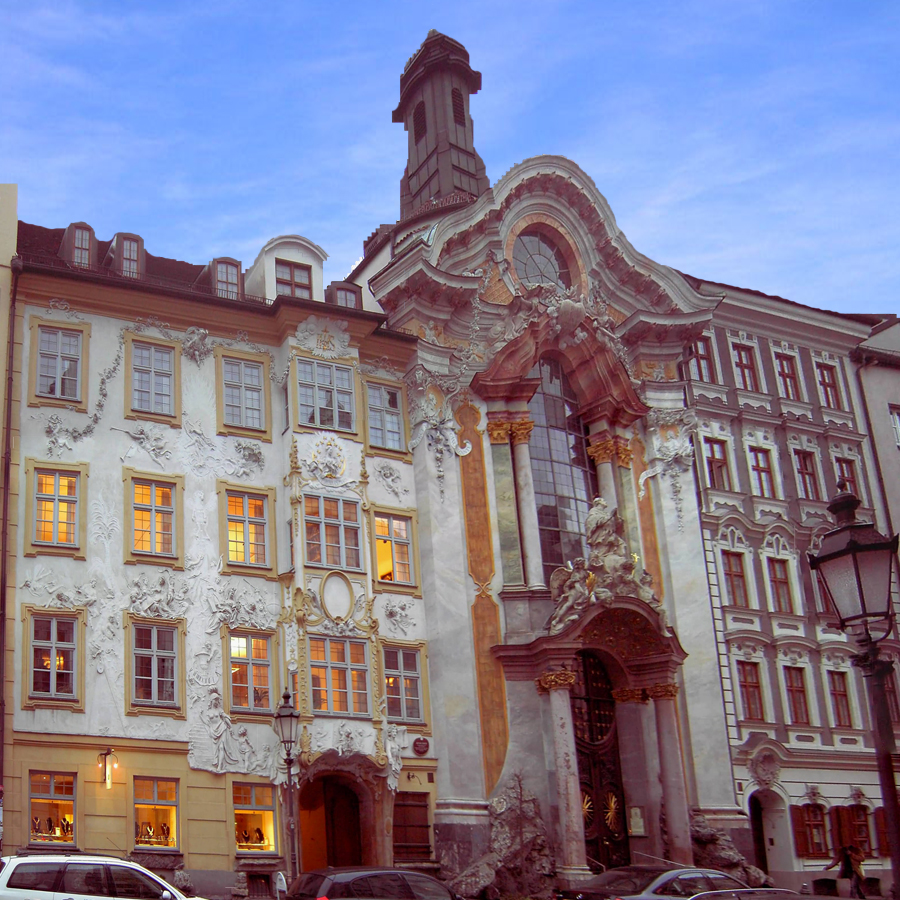
Asamhaus (links) und Asamkirche (Mitte rechts) in der Sendlinger Straße
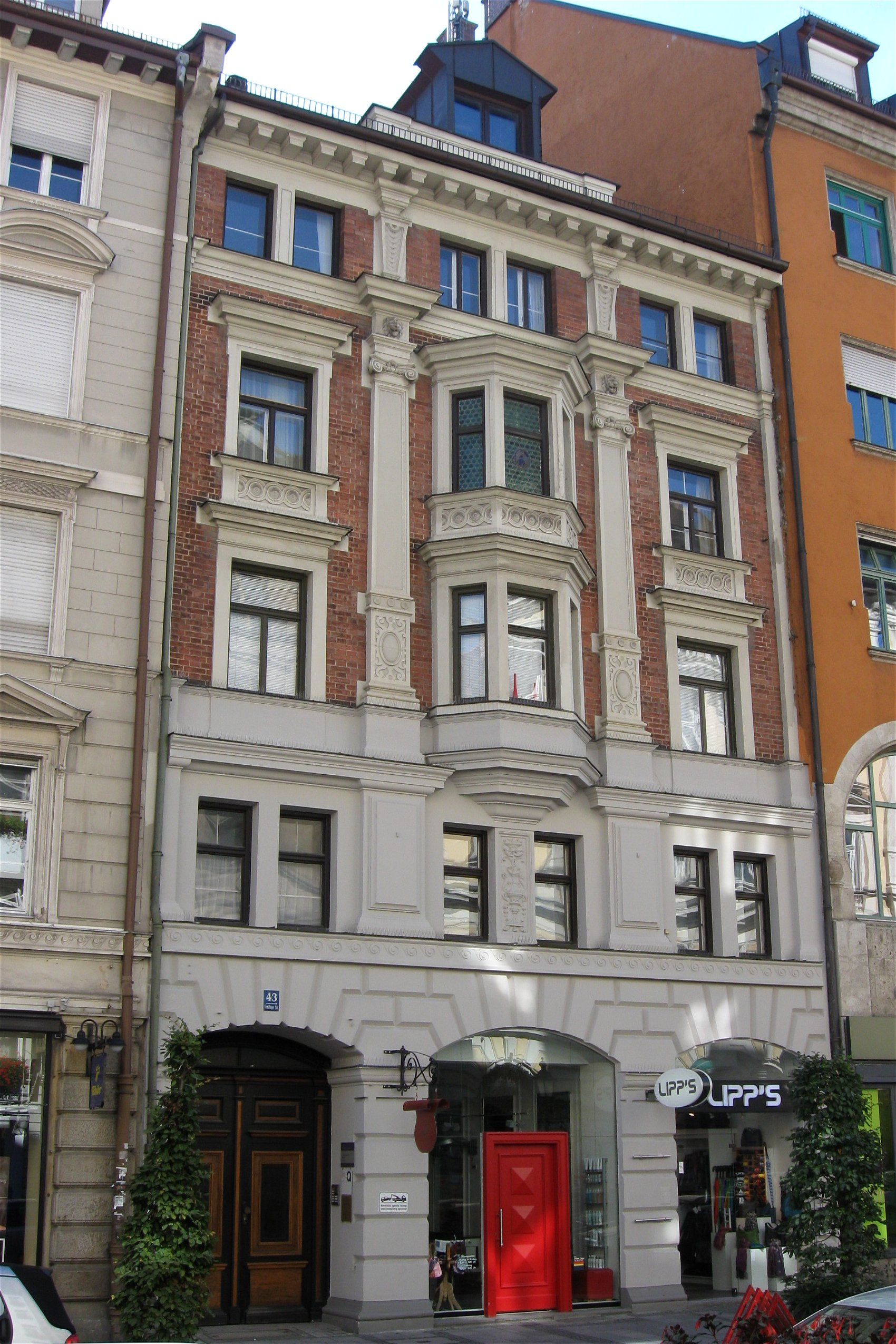
Sendlinger Straße 43: Neurenaissancebau
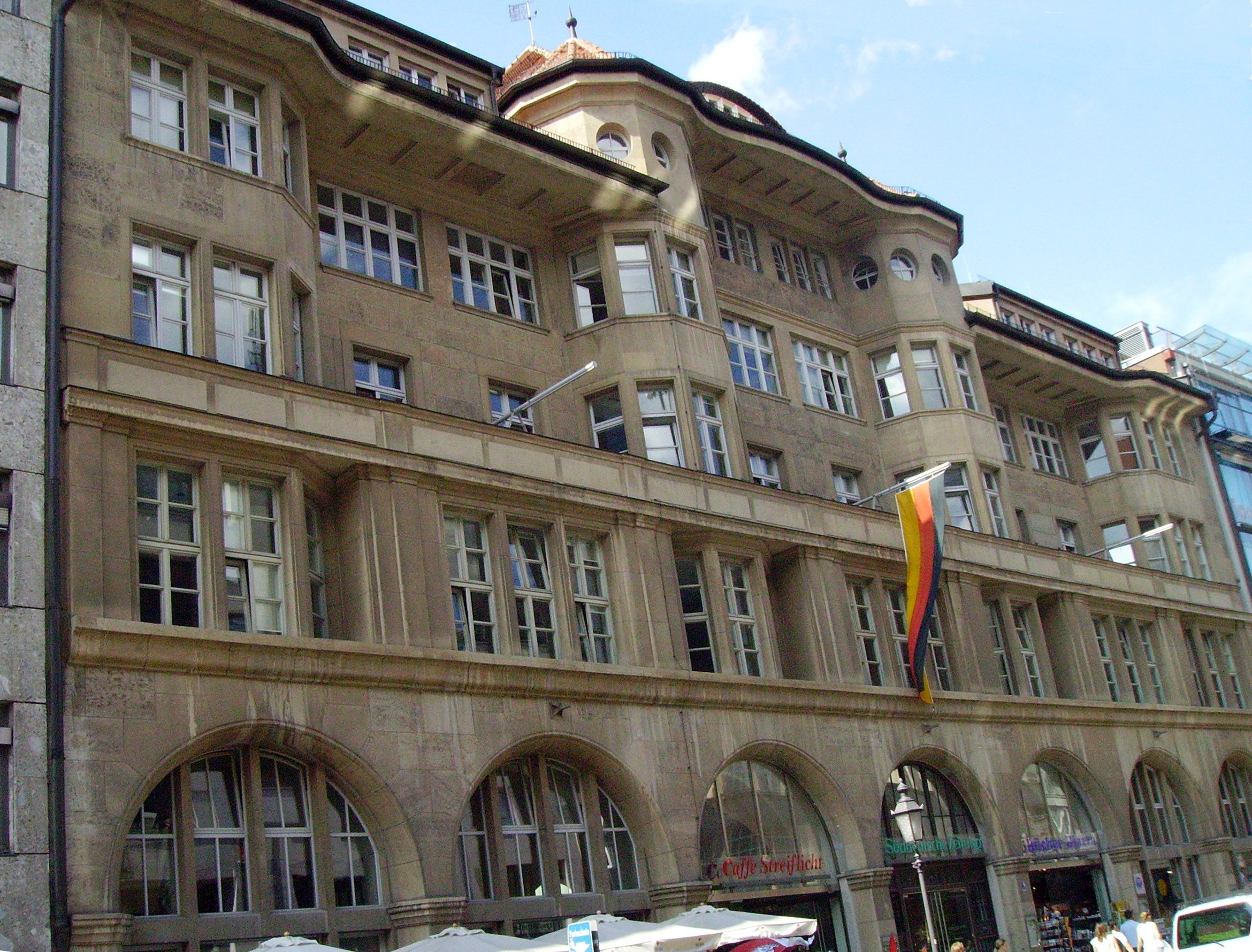
Ehemalige Gebäude der Süddeutschen Zeitung
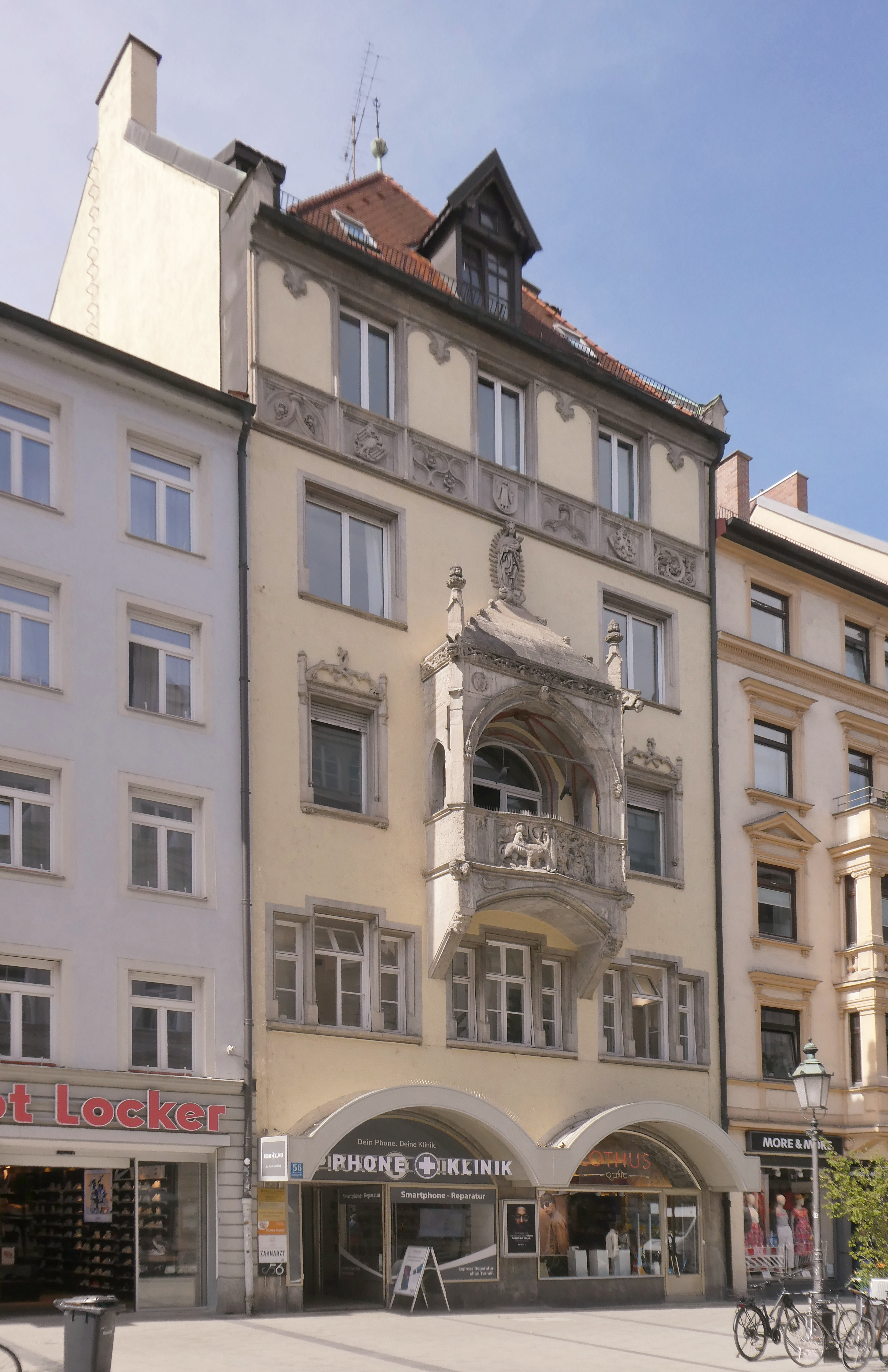
Neugotischer Walmdachbau mit reicher Natursteingliederung und rippengewölbter Loggia in prächtigem Erker, von Max Ostenrieder, 1899
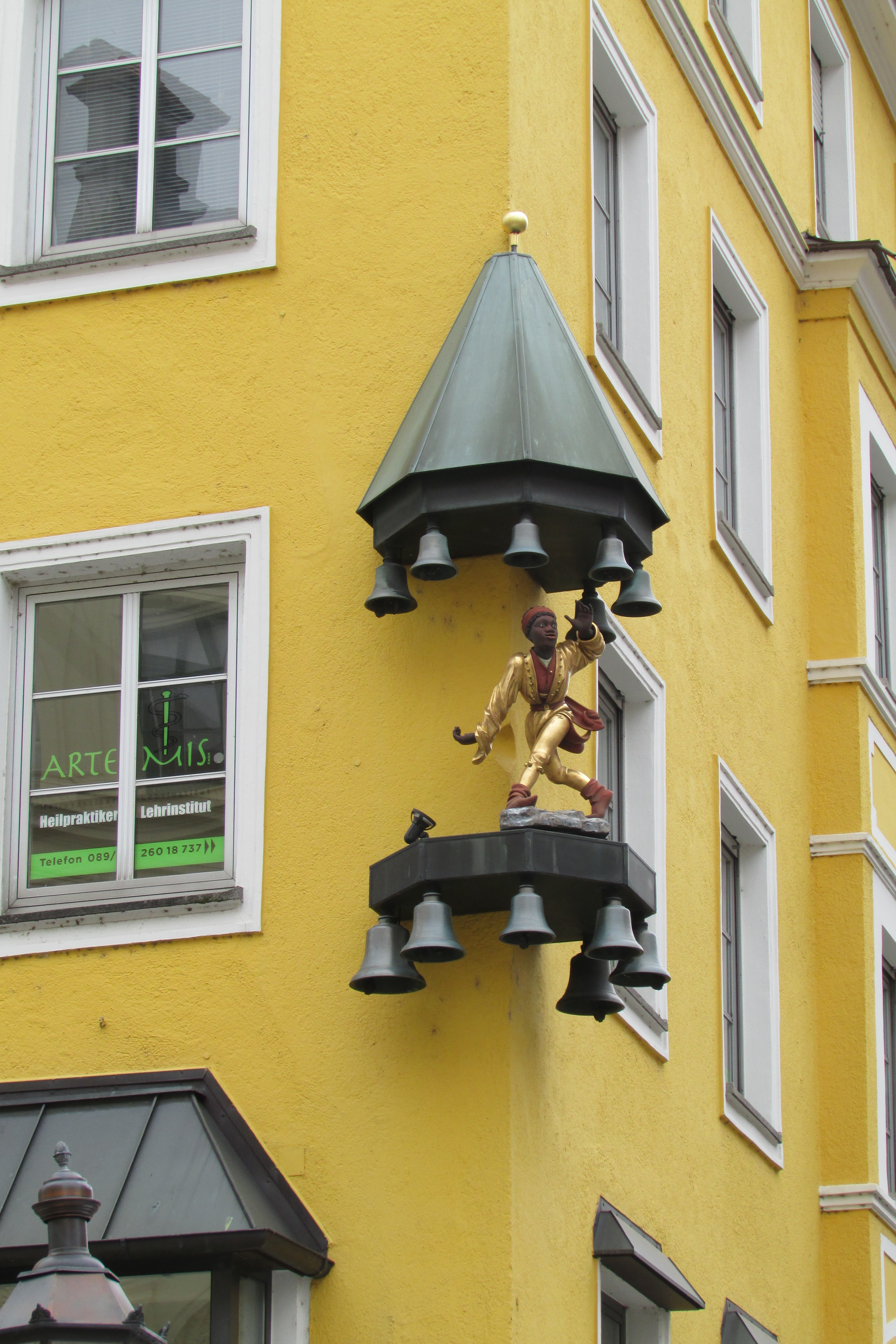
Sendlinger Straße 15: Glockenspiel mit einem Moriskentänzer (nach dem Vorbild des Münchner Bildhauers Erasmus Grasser), welches stündlich spielt. 1972 im Zuge der Olympischen Sommerspiele vom dort ansässigen Juwelier Fridrich gestiftet.
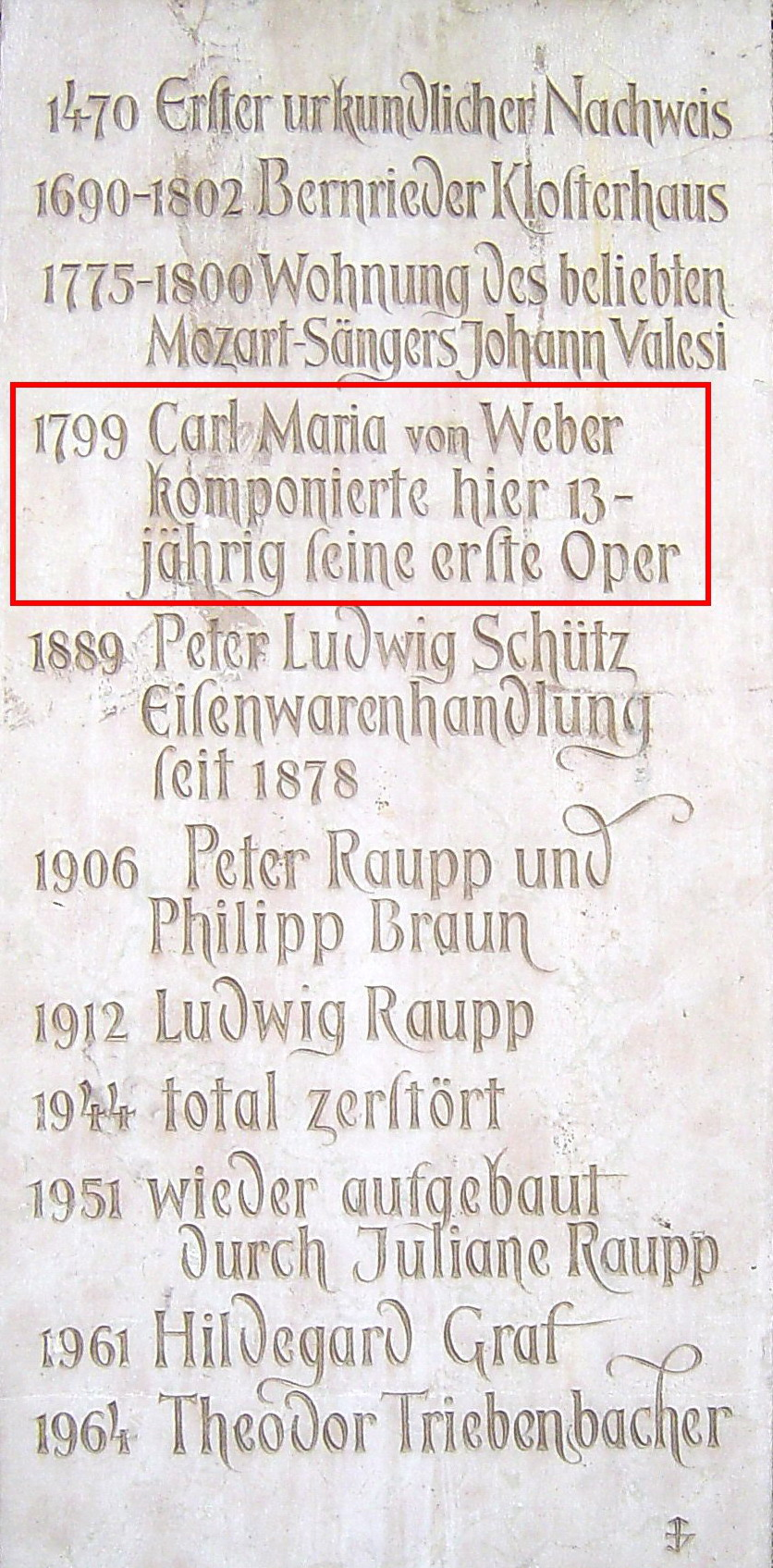
Sendlinger Straße 23, Gedenktafel (mit Carl Maria von Weber)
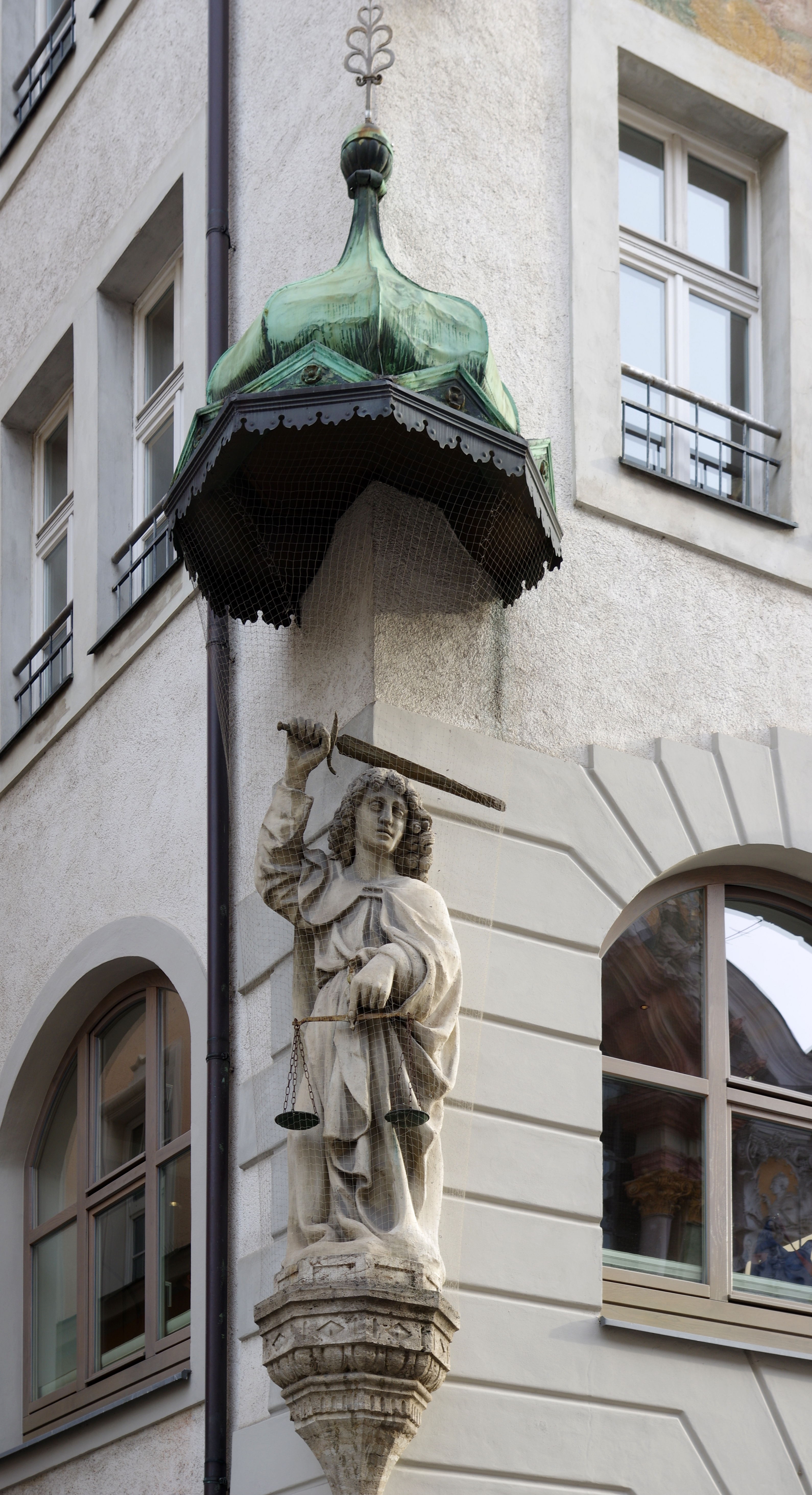
Sendlinger Straße 29/31: Erzengel-Michael-Skulptur am Singlspielerhaus
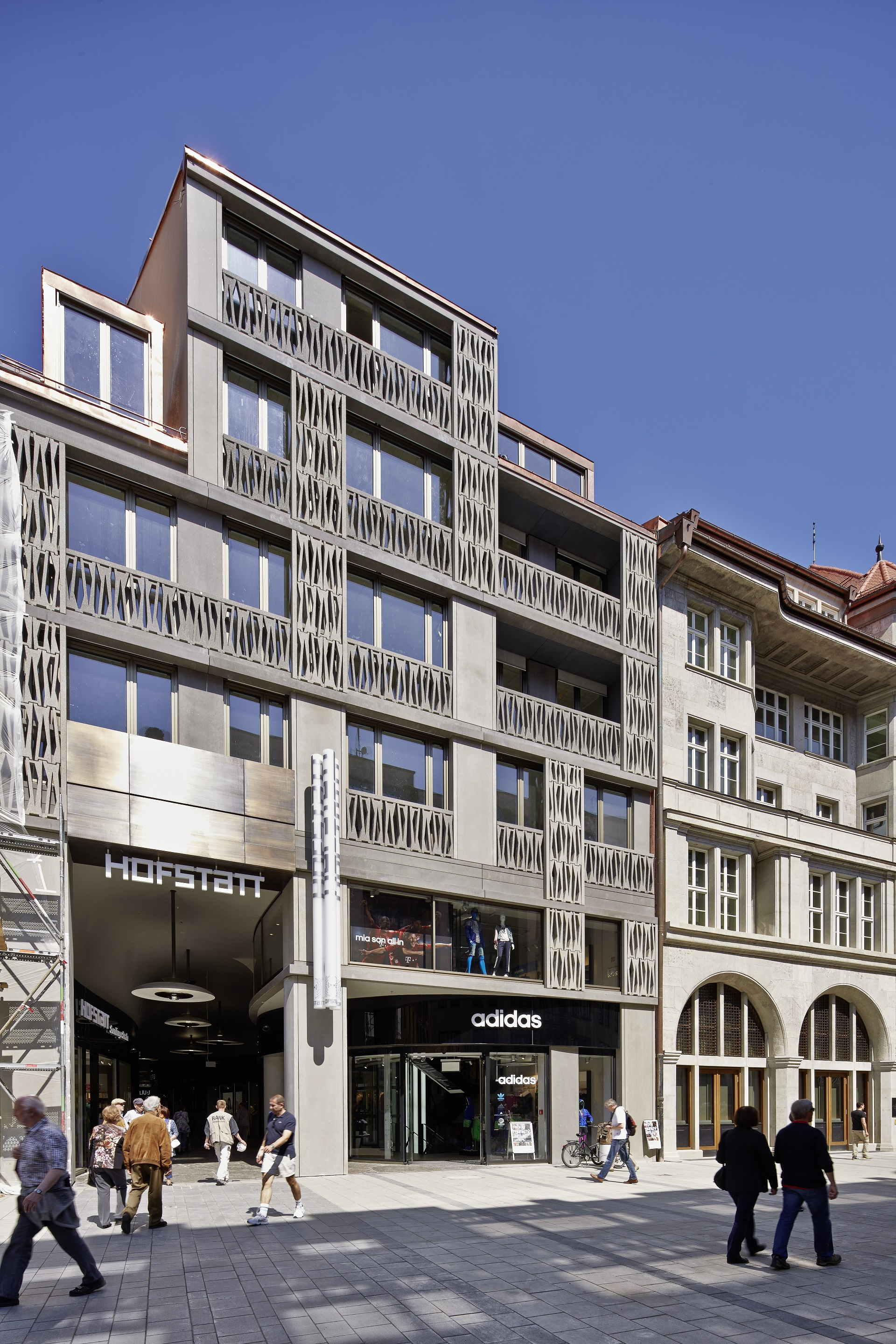
Hofstatt Einkaufspassage
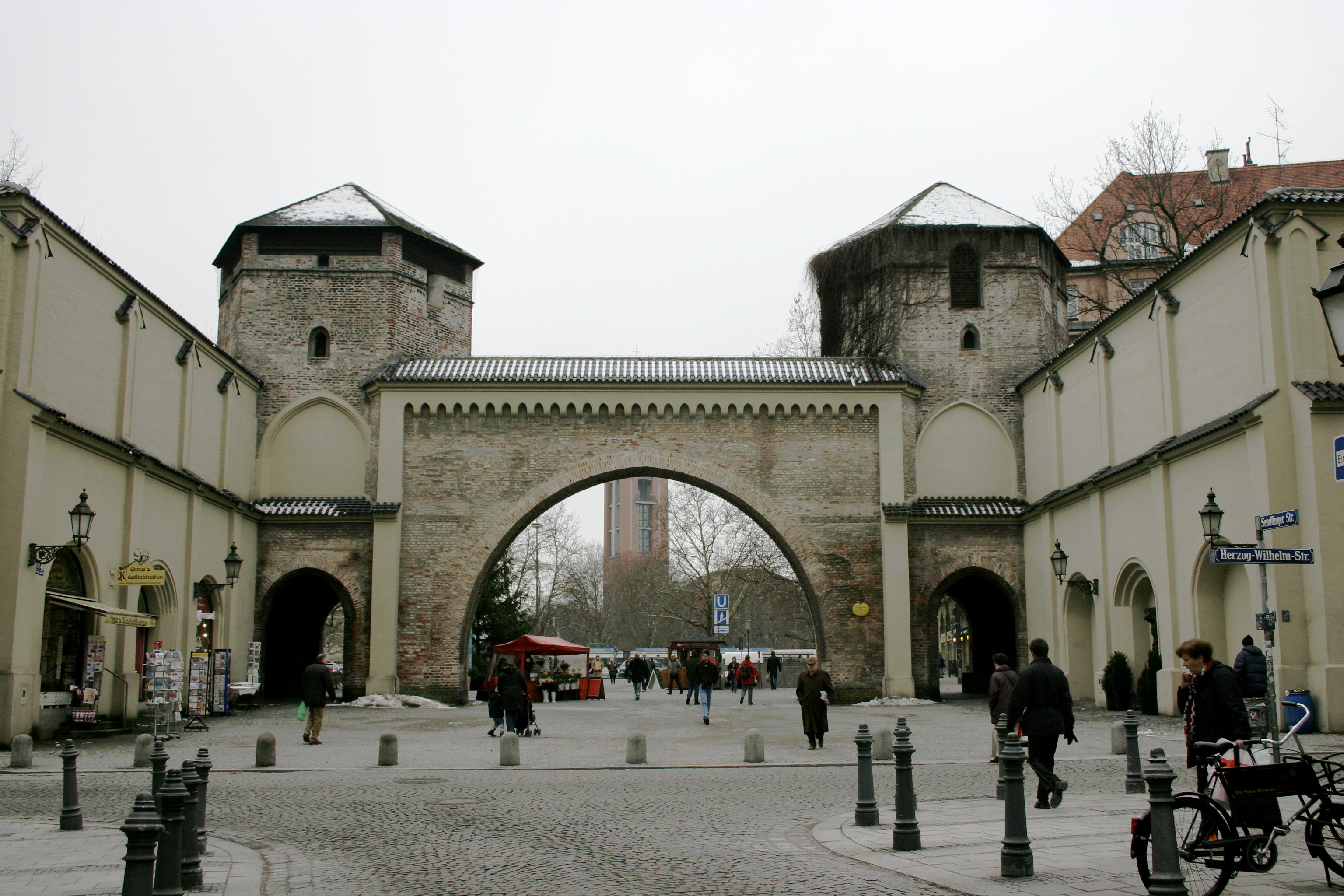
Sendlinger Straße mit Blick zum Sendlinger Tor